# ホテル大宮

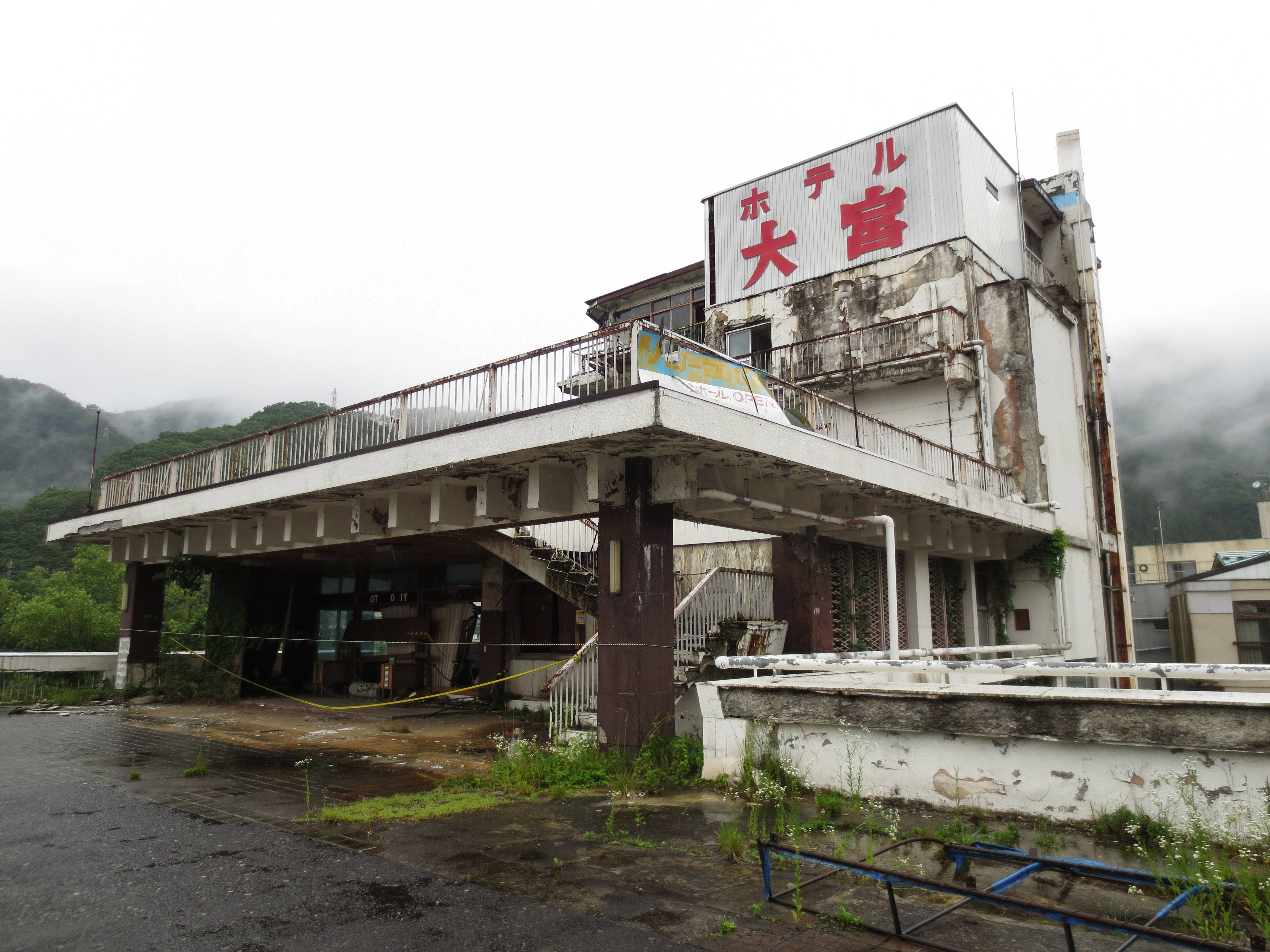
ホテル大宮跡

ホテル大宮（ホテルおおみや）は、かつて群馬県利根郡水上町（現：みなかみ町）に存在したホテル。1964年（昭和39年）開業。JR上越線水上駅前にあった。埼玉県の大宮駅東口駅前にも「水上温泉ホテル大宮」の看板が掲出されていた。

## 歴史
田中角栄元首相の側近で、谷古宇産業グループ総帥の谷古宇甚三郎（やこうじんざぶろう）が1964年、水上温泉に「ホテル大宮」を開業させた。谷古宇甚三郎は、少なくとも20社を超える関連企業を持ち、埼玉県を中心にして事業を営んでいた。
1966年に新館を増築したが、晩年は新興大手に経営を圧迫されていた。

### 事故
1989年、戦友会に参加していた老人が5階からエレベーターに乗り込んだところ、搬器が設置されておらず、15メートル下の1階まで転落、全治約6カ月の重傷を負った。県建築課と沼田署は直ちに調査を開始した。ホテルはエレベーター設置時に建築確認申請を行っておらず、また年1回の提出が義務になっている定期点検報告書も過去5年間提出していなかったことが発覚した。
ホテルは、県からは建築基準法違反の疑いで、沼田署からは業務上過失傷害容疑で取り調べを受けることとなった。営業停止中に宿泊キャンセルが相次ぎ、1991年に廃業に追い込まれた(ただし1993年冬まで休業扱いだった。)

## 廃業後

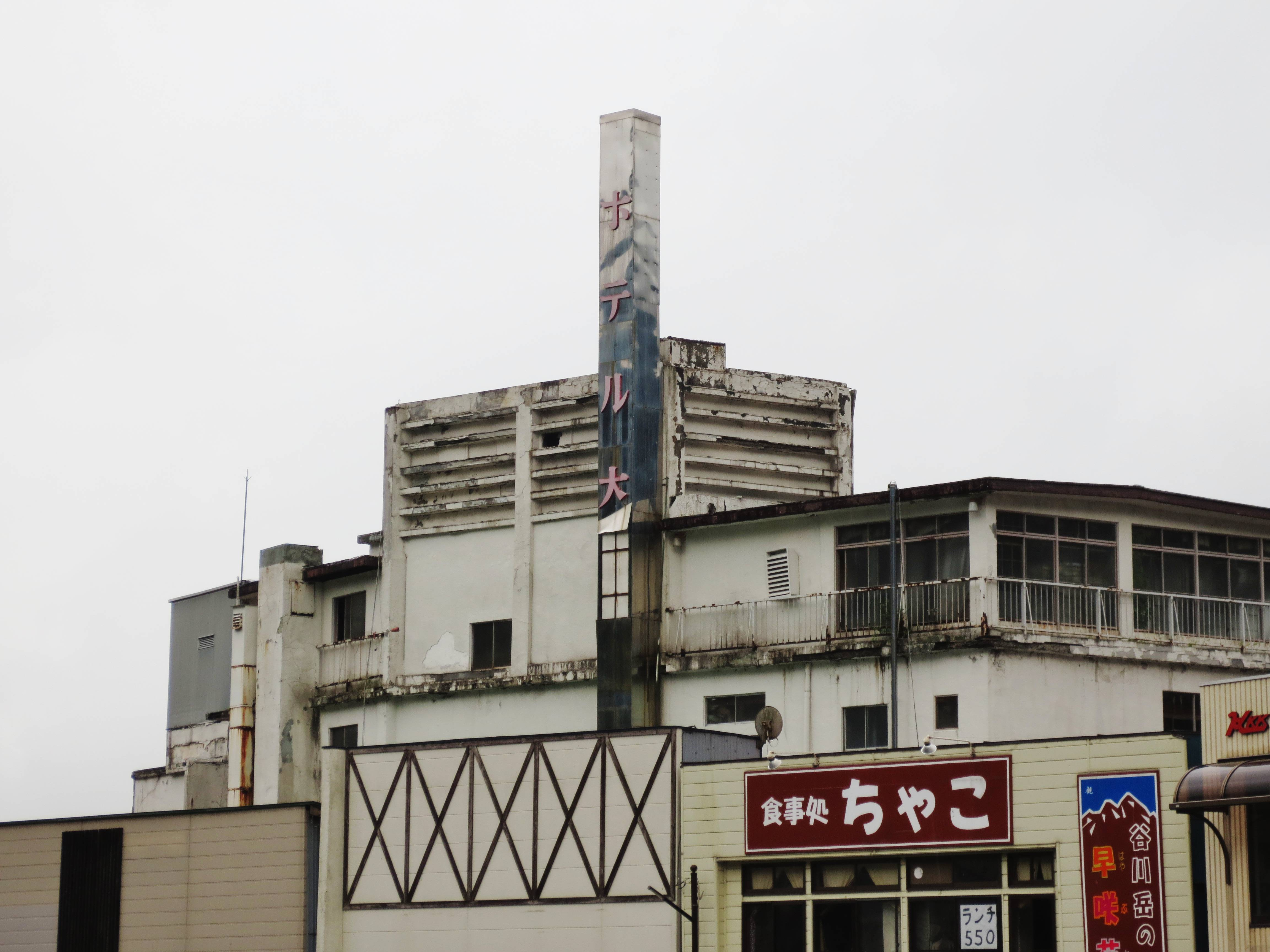
水上駅前より、顔を覗かせるホテル大宮跡

ホテル廃業後、荒廃した状態で残っており、地域住民が「駅前にいきなり廃墟なんて」と頭を悩ませているという。2018年、「第1回みなかみ町議会定例会会議」で、みなかみ町議会議員の久保秀雄は「地元の人たちから何とか早く整理できないか」という要望を受けていると語っている。前田善成町長はホテル解体について「現実にすぐやるとかという話ではないと思う。まず調査して、ちゃんとした研究をしていかなくてはいけない。」と話している。
2025年時点で、ホテル大宮跡は解体されておらず現存している。